# Ron Simmons
Ron Simmons (Perry (Georgia), 15 mei 1958) is een Amerikaanse voormalige football speler en professionele worstelaar, die bekend was in de World Wrestling Entertainment (WWE).
Ron was ook public relations voor Raw. Ron werd vrijgegeven van zijn WWE contract op 13 januari 2009.

## Prestaties
- Championship Wrestling from Florida
  - NWA Florida Heavyweight Championship (1 keer)
- Memphis Championship Wrestling
  - MCW Southern Tag Team Championship (1 keer met Bradshaw)
- Ohio Valley Wrestling
  - OVW Southern Tag Team Championship (1 keer met Bradshaw)
- Pro Wrestling Illustrated
  - PWI Most Inspirational Wrestler of the Year (1992)
- World Championship Wrestling
  - WCW United States Tag Team Championship (1 keer met Big Josh)
  - WCW World Heavyweight Championship (1 keer)
  - WCW World Tag Team Championship (1 keer met Butch Reed)
- World Wrestling Federation/WWE
  - WWF Tag Team Championship (3 keer met Bradshaw)
  - WWE Hall of Fame (Class of 2012)